# تيودورو بيكادو ميشالسكي
تيودورو بيكادو ميشالسكي (بالإسبانية: Teodoro Picado Michalski)‏ (و. 1900 – 1960 م) هو كاتب، وسياسي، ومحام من كوستاريكا ولد في سان خوسيه، كوستاريكا.